# North Saint Paul
North Saint Paul (abrégée en North St. Paul) est une ville américaine située au nord de Saint Paul dans le Minnesota.
La municipalité s'étend sur 3,01 milles carrés (7,8 km2), dont 2,85 milles carrés (7,38 km2) de terres. En 2015, sa population est estimée à 12 322 habitants, en hausse de 7,5 % par rapport aux 11 460 habitants recensés en 2010.
La ville est fondée en 1887 par Henry Anson Castle sous le nom de « Castle », lors de l'arrivée du Wisconsin Central Railroad sur le site.
North St. Paul accueille depuis 1974 un bonhomme de neige géant, lourd de 20 tonnes, qui est devenu le symbole de la ville. Il est déplacé du centre-ville à son emplacement actuel, le long de l'autoroute 36 (en), en 1990.